# Championnat du monde de snooker 1935
Navigation
Édition précédente Édition suivante
Le championnat du monde de snooker 1935 s'est déroulé au Thurston's Hall de Londres en Angleterre.

## Tableau final
|  | 1er tour Au meilleur des 25 frames | 1er tour Au meilleur des 25 frames | 1er tour Au meilleur des 25 frames |  |  | Demi-finales Au meilleur des 25 frames | Demi-finales Au meilleur des 25 frames | Demi-finales Au meilleur des 25 frames |    |                         | Finale Au meilleur des 49 frames | Finale Au meilleur des 49 frames | Finale Au meilleur des 49 frames |
|  |                                    |                                    |                                    |  |  |                                        |                                        |                                        |    |                         |                                  |                                  |                                  |
|  |                                    |                                    |                                    |  |  |                                        |                                        |                                        |    |                         |                                  |                                  |                                  |
|  |                                    |                                    |                                    |  |  | Drapeau de l'Angleterre                | Joe Davis                              | 15                                     |    |                         |                                  |                                  |                                  |
|  |                                    |                                    |                                    |  |  | Drapeau de l'Angleterre                | Tom Newman                             | 10                                     |    |                         |                                  |                                  |                                  |
|  |                                    |                                    |                                    |  |  |                                        |                                        |                                        |    | Drapeau de l'Angleterre | Joe Davis                        | 25                               |                                  |
|  |                                    |                                    |                                    |  |  |                                        | Drapeau de l'Angleterre                | Willie Smith                           | 20 |                         |                                  |                                  |                                  |
|  |                                    |                                    |                                    |  |  | Drapeau de l'Angleterre                | Alec Mann                              | 4                                      |    |                         |                                  |                                  |                                  |
|  | Drapeau de l'Angleterre            | Willie Smith                       | 13                                 |  |  | Drapeau de l'Angleterre                | Willie Smith                           | 13                                     |    |                         |                                  |                                  |                                  |
|  | Drapeau du Canada                  | Conrad Stanbury                    | 12                                 |  |  |                                        |                                        |                                        |    |                         |                                  |                                  |                                  |
|  |                                    |                                    |                                    |  |  |                                        |                                        |                                        |    |                         |                                  |                                  |                                  |
|  |                                    |                                    |                                    |  |  |                                        |                                        |                                        |    |                         |                                  |                                  |                                  |